# Somerondón
Somerondón és una associació universitària de folklore aragonès vinculada a la Universitat de Saragossa.
Les seues jornades biennals sobre cultura popular van estar dedicades l'any 2006 al folklore valencià, amb la participació de Vicent Torrent, Tres Fan Ball i el grup Sagueta Nova de Biar.

## Discografia
| data | títol                     | segell | comentaris |
| ---- | ------------------------- | ------ | ---------- |
| 1978 | Somerondón                | ?      |            |
| 1991 | Somerondón 2              | ?      |            |
| 1996 | De Pascuas a Ramos        | ?      |            |
| 2003 | Somerondón 25 Aniversario | ?      |            |